# Jakob Ihrig
Jakob Ihrig, bekannt als Raubacher Jockel, (* 5. Mai 1866 in Raubach, Odenwald; † 24. Oktober 1941 ebenda) war ein Odenwälder Original, das nach seinem Tode durch zahlreiche überlieferte Geschichten und entsprechende Lieder zu Bekanntheit kam.

## Leben
Ihrig hatte keinen erlernten Beruf, war jedoch zeitgleich Gemeindediener, Totengräber, Uhrmacher, Besenbinder, Köhler, Musikant und vieles mehr. Zu Lebzeiten bereits war er als beliebter Musiker auf Kirchweihen mit Akkordeon und Kontrabass bekannt, obwohl er nie das Notenlesen erlernt hatte. Zahlreiche Anekdoten von echten oder angeblichen Begebenheiten mit ihm sind überliefert, viele davon wurden von Musikern im südhessischen Raum vertont und trugen zu einer gewissen Mythenbildung bei. Jakob Ihrig erhielt bis zu seinem Tode Kost und Logis durch Raubacher Einwohner, da er ansonsten gänzlich mittellos war.

## Ehrungen
In seinem Heimatort Raubach erinnert ein Gedenkstein an das bekannteste Original des Odenwaldes. Ein knapp 13 km langer Wanderrundweg ist nach ihm benannt, an dem verschiedene Infotafeln über sein Leben berichten. Auch ein Bier wurde nach ihm benannt und in Wald-Michelbach wurde ihm zu Ehren ein Bronzedenkmal errichtet. Die Sommerspiele Überwald spielten in der Saison 2015 das Stück Der Raubacher Jockel – Ein Singspiel.